# Canton de Baignes-Sainte-Radegonde
Le canton de Baignes-Sainte-Radegonde est une ancienne division administrative française, située dans le département de la Charente et la région Nouvelle-Aquitaine.

## Composition
- Baignes-Sainte-Radegonde
- Bors
- Chantillac
- Condéon
- Lamérac
- Reignac
- Le Tâtre
- Touvérac

## Représentation

### conseillers généraux de 1833 à 2015
| Période        | Période          | Identité                         | Étiquette           | Qualité |
| -------------- | ---------------- | -------------------------------- | ------------------- | --- |
| 1833           | 1836             | Christophe Besson                |                     | Médecin à Baignes |
| 1836           | 1845             | Jean François Meslier            |                     | Juge de paix à Barbezieux, maire de Condéon, conseiller d'arrondissement |
| 1845           | 1852             | Emmanuel Esmein                  |                     | Ancien juge de paix du canton de Baignes-Sainte-Radegonde |
| 1852           | 1854 (décès)     | Vicomte Augustin Louis Lemercier | Majorité dynastique | Colonel retraité Député (1842-1846, 1849-1851, 1852-1854) Ancien maire de Saintes                                                                                                |
| 1855           | 1867             | Pierre Boucherie-Papinaud        |                     | Président du Tribunal civil de Barbezieux |
| 1867           | 1877 (décès)     | Jean-Jacques Meslier             |                     | Avocat à Barbezieux |
| 1877           | 1889             | Jean-Jacques Amédée Got          | Droite cléricale    | Notaire, suppléant du juge de paix de Baignes-Sainte-Radegonde |
| 1889           | 1895             | Jules Fèvre                      | Républicain         | Propriétaire à Condéon |
| 1895           | 1901             | Jean-Jacques Amédée Got          | Droite              | Notaire à Baignes |
| 1901           | 1940             | Georges Géo-Gérald               | RG-Rad.ind.         | Avocat Maire de Condéon Député (1901-1910) |
|                |                  |                                  |                     | |
| 1943           | 1944 (décès)     | Jacques Girard                   | Droite              | Pharmacien à Baignes Conseiller d'arrondissement Nommé conseiller départemental en 1943. Décédé en 1944                                                                          |
|                |                  |                                  |                     | |
| 1945           | 1964 (démission) | Félix Baudet                     | Rad.                | Maire de Touvérac (1939-1965) |
| 7 février 1965 | 1970 (décès)     | Félix Gaillard                   | Rad.                | Inspecteur des Finances Député (1946-1970) Ministre (1947-1957) Président du Conseil (1957-1958)                                                                                 |
| 1970           | 2001 (démission) | Pierre-Rémy Houssin              | DVD puis RPR        | Secrétaire administratif Suppléant du député Francis Hardy (1978-1981) Président du Conseil Général (1982-1998) Député (1986-1997) Maire de Baignes-Sainte-Radegonde (1971-1995) |
| 2001           | 2013 (décès)     | Pierre Jaulin                    | DVD puis UMP        | Agriculteur Maire de Baignes-Sainte-Radegonde (1995-2013) |
| 2013           | 2015             | Véronique Baudet                 | DVD                 | Agent d'assurances à Baignes-Sainte-Radegonde |

### Conseillers d'arrondissement (de 1833 à 1940)
| Période | Période      | Identité                             | Étiquette   | Qualité |
| ------- | ------------ | ------------------------------------ | ----------- | --- |
| 1833    | 1836         | Jean François Meslier (1795-1855)    |             | Propriétaire, maire de Condéon                                                                              |
| 1836    | 1845         | Pierre Fèvre (1800-1873)             |             | Notaire à Reignac                                                                                           |
| 1845    | 1848         | Alexis Philippe Augereau (1801-1877) |             | Greffier de la justice de paix à Baignes                                                                    |
| 1848    | 1858         | M. Brun                              |             | Chef de bataillon, propriétaire à Baignes                                                                   |
| 1858    |              | Jean Got                             |             | Notaire, maire de Baignes                                                                                   |
|         |              |                                      |             | |
| 1874    | 1893 (décès) | Pierre Bonlieu (1828-1893)           | Républicain | Tanneur, maire de Baignes, Président de la Société des travailleurs                                         |
| 1893    | 1908 (décès) | Jérôme Amédée Rullier                | Républicain | Notaire, maire de Chantillac (1875-1881) puis de Baignes (1893-1908) Suppléant du juge de paix (1880-1902)  |
| 1909    | 1921         | André Broussard                      | Républicain | Agriculteur, maire de Touvérac puis de Baignes                                                              |
| 1921    | 1934         | François-Jules Pillet (1857-?)       | Radical     | Docteur en médecine à Baignes                                                                               |
| 1934    | 1940         | Jacques Girard (1895-1944)           | URD         | Pharmacien à Baignes                                                                                        |
| 1940    |              |                                      |             | Les conseils d'arrondissement ont été suspendus par la loi du 12 octobre 1940 et n'ont jamais été réactivés |

Sources : Journal "La Charente" https://gallica.bnf.fr/ark:/12148/cb32740226x/date&rk=21459;2.

## Démographie
| 1962  | 1968  | 1975  | 1982  | 1990  | 1999  | 2006  | 2011  | 2012  |
| ----- | ----- | ----- | ----- | ----- | ----- | ----- | ----- | ----- |
| 4 592 | 4 553 | 4 343 | 4 269 | 3 994 | 3 893 | 4 078 | 4 292 | 4 267 |